# ترولغا (كورنوال)
ترولغا (بالإنجليزية: Trevalga)‏ هي قرية و أبرشية مدنية تقع في المملكة المتحدة في إنجلترا.  يقدر عدد سكانها بـ 71 نسمة .